# Języki songhaj

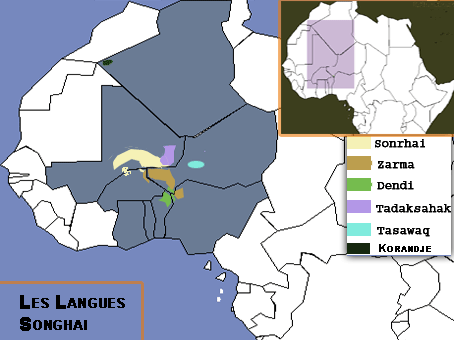
Języki songhaj

Języki songhaj – rodzina języków nilo-saharyjskich, używanych przez kilka milionów ludzi w górnym biegu rzeki Niger. W średniowieczu języki te stanowiły główny środek komunikacji w królestwie Songhaj, dziś są wciąż używane jako jedne z ważniejszych, ponadetnicznych wspólnych języków regionu.
Języki songhaj dzielą się na dwa główne zespoły: północny i południowy. Do gałęzi południowej  należy m.in. język dżerma używany przez liczną, dwumilionową społeczność Nigerczyków. W znacznie mniejszej grupie północnej, silnie naznaczonej wpływem języków berberyjskich, najważniejszy jest natomiast używany przez plemiona koczownicze język tadaksahak.
Ze względu na rozmieszczenie geograficzne – w znacznym oddaleniu od terenów zamieszkanych przez ludy mówiące innymi językami nilo-saharyjskimi – a także znaczną odrębność typologiczną – niektórzy językoznawcy kwestionują przynależność genetyczną rodziny songhaj do grupy nilo-saharyjskiej.